# Stazione di Felizzano
Stazione di Felizzano vasútállomás Olaszországban, Felizzano településen.

## Vasútvonalak
Az állomást az alábbi vasútvonalak érintik:
- Torino–Genova-vasútvonal

## Kapcsolódó állomások
A vasútállomáshoz az alábbi állomások vannak a legközelebb:
- Masio-Quattordio railway stop
- Stazione di Solero